# Kaple Panny Marie Moudré
Kaple Panny Marie Moudré (francouzsky Chapelle Notre-Dame-de-la-Sagesse) je katolická kaple ve 13. obvodu v Paříži, na náměstí Place Jean-Vilar. Byla postavena v roce 2000 v moderní čtvrti Paris Rive Gauche a patří k farnosti Notre-Dame de la Gare. Je zasvěcena Panně Marii, jejíž přídomek odkazuje na blízkost Francouzské národní knihovny.

## Historie
Výstavba byla dokončena v roce 2000, čímž se kaple stala poslední křesťanskou sakrální stavbou ve Francii postavenou ve 20. století. Vysvětil ji 16. září 2000 pařížský arcibiskup Jean-Marie Lustiger.

## Architektura
Stavbu navrhl architekt Pierre-Louis Faloci. Stavba z červených cihel kontrastuje s okolní zástavbou. Její interiér je poctou kapli Notre-Dame-du-Haut v Ronchamp, kterou navrhl Le Corbusier. Ke kapli náleží veřejný park Jardin James-Joyce.